# Karelens historia

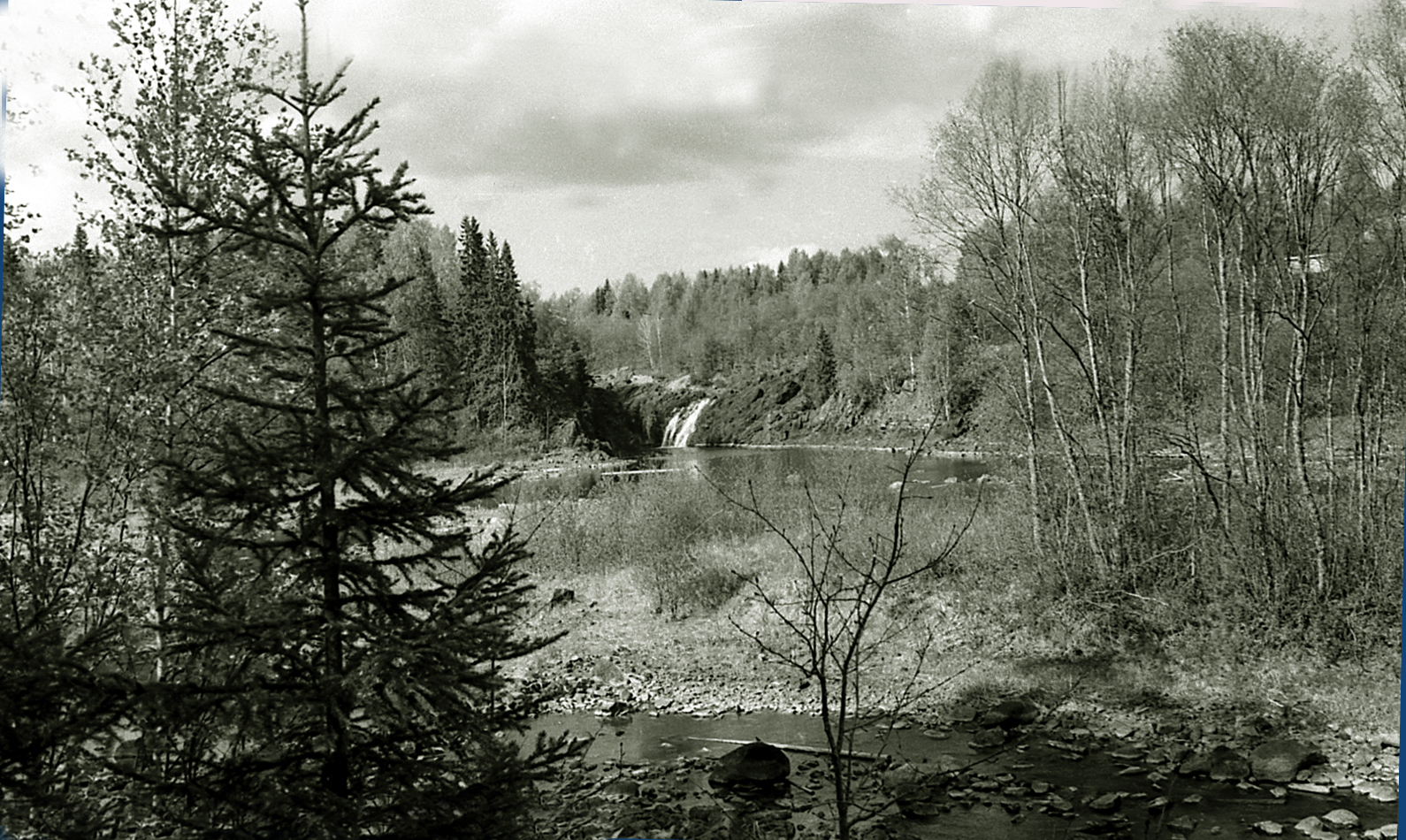
Taigalandskap i Karelen

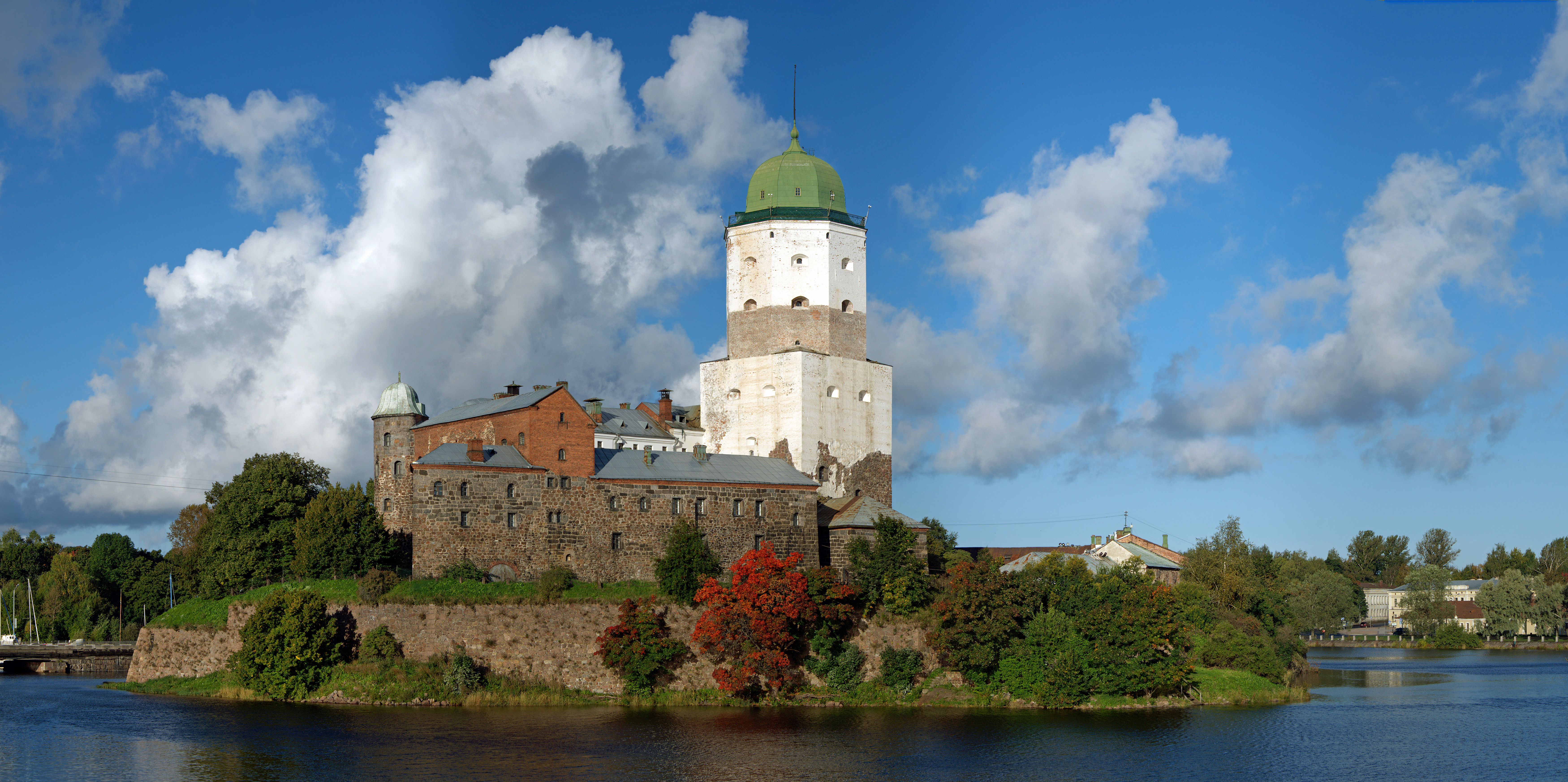
Viborgs slott, det medeltida Sveriges östra utpost på 1300-talet

Karelens historia avser det kulturella och geopolitiska området Karelen inom nuvarande Finland och nordvästra Ryssland. 
Karelen ligger huvudsakligen inom nordiska och ryska barrskogsbältet, vilket var rikt på naturresurser för befolkningen under förhistorisk tid. Brytningen av koppar i Karelen började under första århundradet efter Kristi födelse. Regionen beboddes ursprungligen av den finsk-ugriska folkstammen karelarna. Det karelska folkets historia i Karelen kan härledas till 700-talet – 600-talet före Kristus. Vid slutet av första århundradet efter Kristus hade Karelen en befolkning av finsk-ugriska stammar. Karelerna kristnades av rysk-ortodoxa missionärer från Novgorod. 
Ett 50-tal boplatser från stenåldern och ett 40-tal fornborgar har hittats i Karelen. Flertalet landborgar uppfördes mellan 1100 och 1323. Arkeologiska karelska fynd omfattar yxor, broscher och ornamentsföremål från perioden mellan åren 1000 och 1400.

## 1200-talet
Den karelska befolkningen har sedan 1200-talet levt i spänningsfältet mellan väst och öst, mellan å ena sidan västlig kristendom i katolicism och senare lutherdom och å andra sidan östlig kristendom inom de ortodoxa kyrkorna. Sverige och Republiken Novgorod kämpade om herraväldet över Karelen under 1200-talet. Under det tredje svenska korståget (1293–95) erövrade svenskarna under Torkel Knutsson västra delen av Karelen och grundade staden Viborg. Vid Freden i Nöteborg 1323 delades Karelen enligt Nöteborgstraktaten mellan de två staterna. Viborg blev huvudort i den svenska delen. Ryssarna fick Östkarelen.
Gränsen norr om Ladoga förblev dock diffus efter uppgörelsen i Nöteborg och det var in på 1500-talet fortfarande omtvistat om gränsen mellan Sverige och Ryssland var dragen ända till Norra Ishavet eller ej.  Från 1300-talet kom de västra och östra delarna av Karelen att utvecklats åt olika håll. Östkarelen förblev ortodoxt, medan den svenska delen av Karelen först blev katolskt och sedan, i och med reformationen,  lutherskt. Viborg kom också att bli residensstad i den del som ibland kallades "Svenska Karelen" eller "Finska Karelen".

## 1500-talet
I fredsförhandlingarna från 1590 i samband med Nordiska tjugofemårskriget krävde Johan III att Ryssland skulle avstå alla anspråk på Kexholms län och Ingermanland samt landsträckan upp till Vita havet. Vid Freden i Teusina den 18 maj 1595 överenskoms att Sverige skulle återlämna Ingermanland och Keksholm med dess län till Ryssland. Sigismund önskade dock fortsätta kriget, och lyckades fram till 1597 förmå Clas Fleming att behålla Keksholm och sitt manskap där till 1597, innan det slutligen överlämnades till ryssarna.

## 1600- och 1700-talen

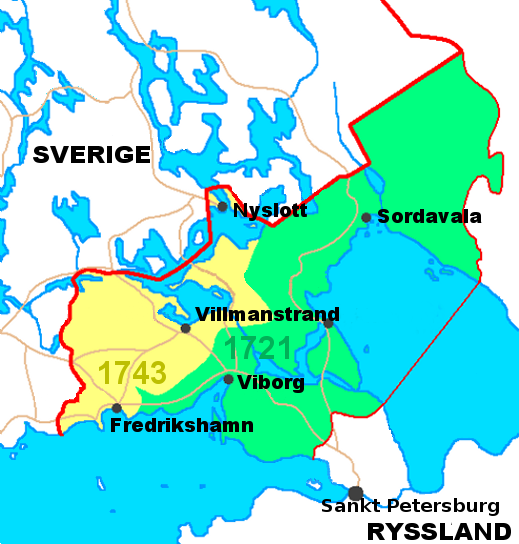
Gränser i Karelen under 1700-talet

Under Ingermanländska kriget erövrade svenskarna 1611 Kexholm. Vid Freden i Stolbova 1617 stadfästes det svenska herraväldet över Karelska näset, Ladoga-Karelen och Norra Karelen. Efter administrativa reformer i samband med 1634 års regeringsform blev Viborg residensstad i Viborgs och Nyslotts län, i vilket Savolax inkorporerades. Området kring Ladoga blev Kexholms län. Den nordligaste delen, "Vita Karelen", har aldrig varit del av Sverige, eller av det senare storfurstendömet Finland eller republiken Finland.
Vid Freden i Nystad 1721 mellan Sverige och Ryssland fick Sverige avstå från den större delen av Karelen. Det överlåtna området kallades Gamla Finland och blev under Ryssland Guvernementet Viborg. Efter Freden i Åbo 1743  inkorporerades också det då avstådda området öster om Kymmene älv i det ryska kejsardömet.

## 1800-talet – tiden inom Storfurstendömet Finland

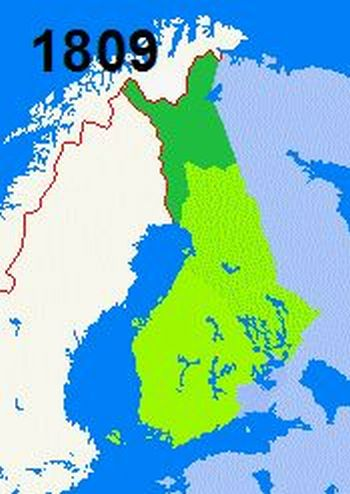
Finlands gränser efter freden i Fredrikshamn 1809.

År 1809 erövrade ryssarna hela Finland, som i detta sammanhang ibland har kallats "Nya Finland". Tsar Alexander I sammanförde 1812 Gamla Finland, från 1700-talet en integrerad del av Ryssland, med Nya Finland till Storfurstendömet Finland med en hög grad av autonomi inom det ryska kejsardömet.

## 1900-talet

### Perioden 1917–1939
Finland förklarade sig självständigt från Ryssland 1917, varefter gränsen till Ryssland formellt konformerades 1920 genom det rysk-finländska Fredsfördraget i Dorpat. I Finland inkluderades då Viborgs län i Karelen  1917–47. I början av 1920-talet var finländare inblandade i försök att övermanna den bolsjevikiska regimen i Östkarelen, bland annat i den misslyckade Aunus-expeditionen. Efter det att det ryska inbördeskriget avslutats och Sovjetunionens bildande 1922, blev den ryska delen av Karelen 1923 den Karelska autonoma socialistiska sovjetrepubliken.

### Vinterkriget och fortsättningskriget
Efter förlusten i Vinterkriget fick Finland efter Freden i Moskva 1940 lämna över en stor del av Finska Karelen till Sovjetunionen, varefter gränsen åter mer eller mindre följde 1721 års gräns. Under Fortsättningskriget återtog först de finländska trupperna huvuddelen av detta område, och det låg under militär administration 1941–44, men Röda armén återtog det i sin tur 1944. Större delen av befolkningen, omkring 400 000 personer, evakuerades till andra delar av Finland.

### Tiden inom Sovjetunionen
Efter fredsavtalet 1944 inkorporerades Karelska autonoma socialistiska sovjetrepubliken i Karelsk-finska socialistiska sovjetrepubliken, varefter den 1956 åter blev en autonom sovjetrepublik. Karelen var den enda sovjetrepubliken som fick sin status ändrad från en sovjetrepublik till en autonom sovjetrepublik inom Ryska socialistiska federativa sovjetrepubliken. Till skillnad från autonoma republiker hade sovjetrepubliker formellt rätt att träda ut ur Sovjetunionen.

### Tiden inom Ryska federationen
År 1991  bildades Karelska republiken som ett federationssubjekt inom Ryska federationen.

## Administrativ indelning i Finlands gränsområde till Ryssland

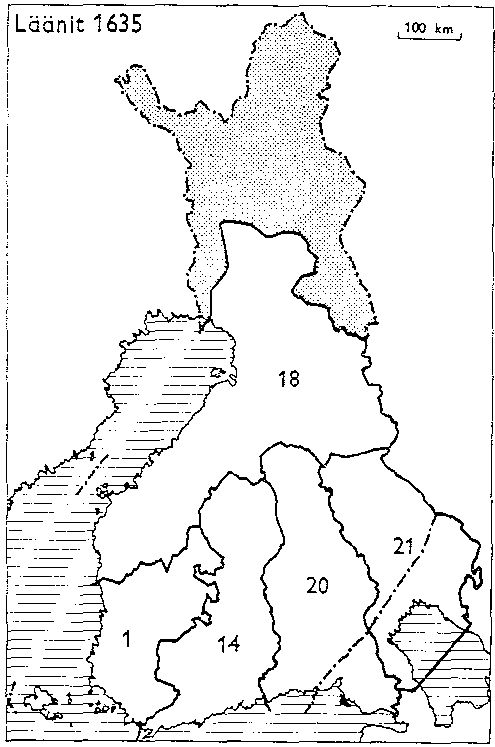
Finlands län 1634: 20: Viborg och Nyslotts län, 21: Kexholms län
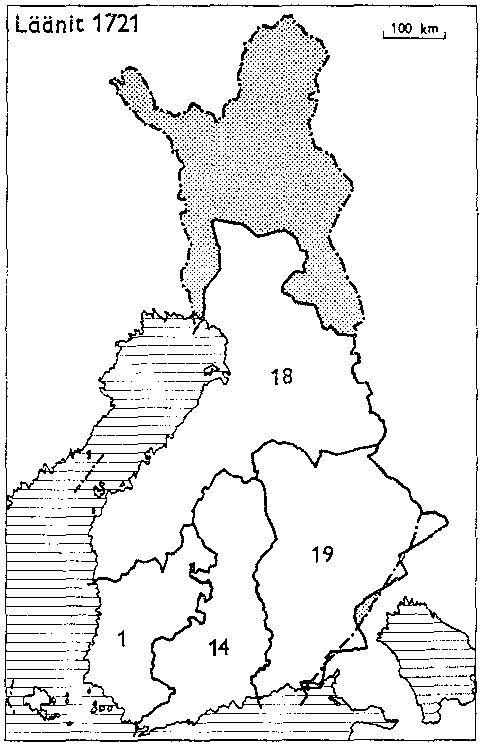
Finlands län 1721: 19: Kymmenegård och Nyslotts län
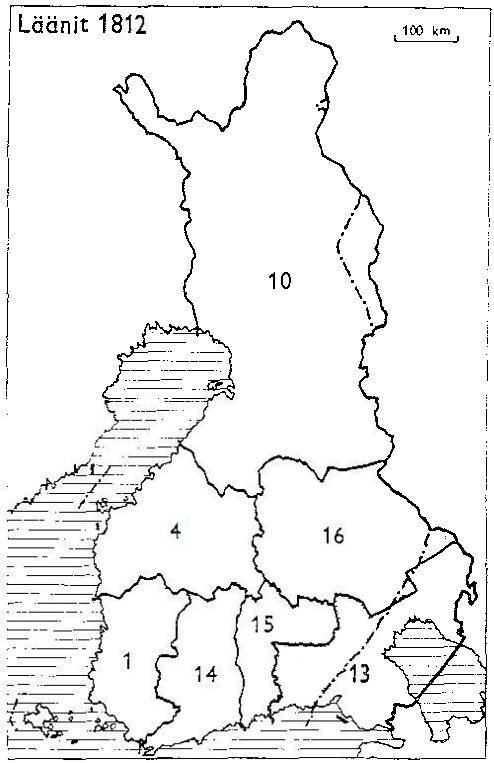
Finlands län 1812: 13: Viborgs län,15: Kymmenegårds län, 16: Savolax och Karelens län
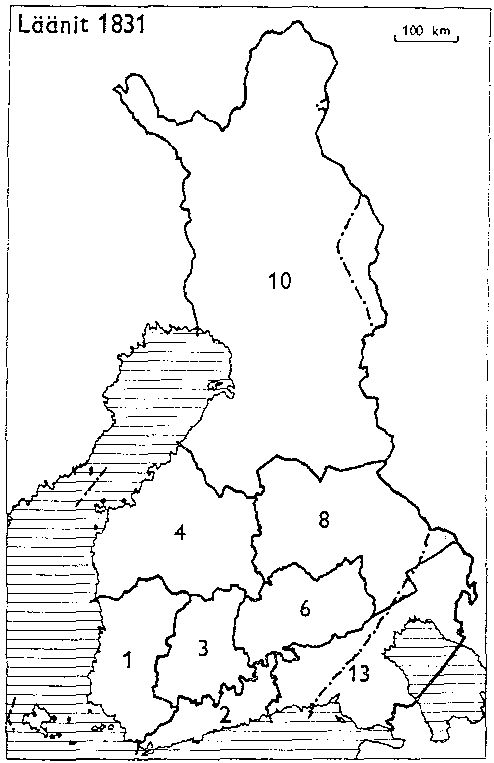
Finlands län 1831: 8: Kuopio län, 13: Viborgs län
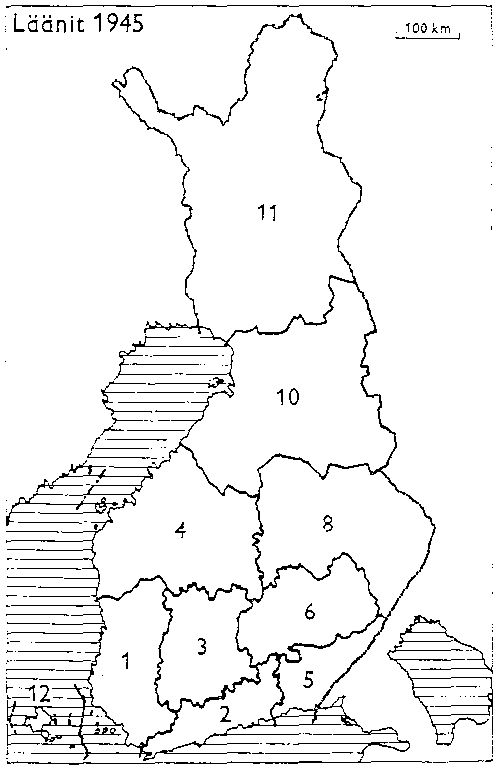
Finlands län 1945: 5: Kymmene län, 6: S:t Michels län, 8: Kuopio län